# Saint-Pierre-le-Viger
Saint-Pierre-le-Viger – miejscowość i gmina we Francji, w regionie Normandia, w departamencie Sekwana Nadmorska.
Według danych na rok 1990 gminę zamieszkiwało 257 osób, a gęstość zaludnienia wynosiła 47 osób/km² (wśród 1421 gmin Górnej Normandii Saint-Pierre-le-Viger plasuje się na 650. miejscu pod względem liczby ludności, natomiast pod względem powierzchni na miejscu 650.).